# Raade (Kreis Heiligenbeil)
Raade ist eine Wüstung im Kreis Heiligenbeil in Ostpreußen. Die frühere Ortsstelle befindet sich heute im Stadtkreis Mamonowo (Heiligenbeil) in der russischen Oblast Kaliningrad (Gebiet Königsberg (Preußen)).

## Geographische Lage
Die Ortsstelle Raade liegt an der Mündung der Bahnau (russisch Mamonowka) in das Frische Haff (russisch Kaliningradski saliw) im Südwesten der Oblast Kaliningrad, fünf Kilometer westlich der früheren Kreisstadt und heutigen Rajonshauptstadt Mamonowo (deutsch Heiligenbeil).

## Geschichte
Der kleine und seinerzeit Rade genannte Ort wurde 1447 erstmals urkundlich erwähnt. Nach 1871 Raade genannt handelte es sich um ein Vorwerk, das wie der Wohnplatz Hoch Karben zum Gutsbezirk Carben (ab 1931: „Karben“, russisch Prigorkino) gehörte. Im Jahre 1905 zählte Raade 51 Einwohner.
Als der Gutsbezirk Carben am 30. September 1928 in eine Landgemeinde umgewandelt wurde, blieb Raade bei eben dieser Gemeinde.
Mit dem gesamten nördlichen Ostpreußen kam Raade 1945 in Kriegsfolge zur Sowjetunion und hörte offiziell auf zu existieren. Der Ort gilt jetzt als untergegangen. Seine Ortsstelle gehört nun zum Stadtkreis Mamonowo in der Oblast Kaliningrad der Russischen Föderation.

## Religion
Raade war bis 1945 in das Kirchspiel der evangelischen Kirche Heiligenbeil in der Kirchenprovinz Ostpreußen der Kirche der Altpreußischen Union eingegliedert. Auch seitens der römisch-katholischen Kirche gehörte Raade zur Pfarrei Heiligenbeil – damals im Bistum Ermland gelegen.

## Verkehr
Die Ortsstelle Raades liegt an einer Nebenstraße, die von Mamonowo über Prigorkino (Carben/Karben) nach Schtschukino (Leysuhnen/Leisuhnen) führt. Heiligenbeil war die nächste Bahnstation und lag an der Bahnstrecke Berlin–Königsberg.